# Ordre de Cluny
Pour les articles homonymes, voir Cluny.
L'ordre de Cluny (ou ordre clunisien) est un ordre monastique de l'Église catholique créé au Xe siècle et supprimé à la fin du XVIIIe siècle, suivant la règle de saint Benoît.
Au début du Xe siècle naît au sein de l'Église catholique la volonté de réformer le monachisme. Cette restauration s'appuie sur la règle de saint Benoît qui régit dans ses moindres détails la vie monastique. Cette règle créée par saint Benoît de Nursie au VIe siècle connaît un important développement, notamment grâce à l'action de Benoît d'Aniane trois siècles plus tard. Elle est cependant limitée dans son application par les traditions qui s'établissent dans les abbayes, ainsi que par la méconnaissance de la règle. L'abbaye de Cluny s'impose alors, avec le soutien de la papauté, de la noblesse et du Saint-Empire romain germanique, en groupant sous sa direction un nombre croissant de prieurés ou d'abbayes, devenant ainsi le centre du plus important ordre monastique du Moyen Âge, rayonnant sur une partie de l'Europe de l'Ouest.

## L'abbaye de Cluny auXesiècle

### La fondation
L’ordre de Cluny est un très grand ordre bénédictin. Il a été créé par Guillaume Ier, duc d'Aquitaine et comte de Mâcon, par un acte rédigé à Bourges le 11 septembre 909 (ou 910) donnant le domaine de Cluny « aux apôtres Pierre et Paul », à savoir l'Église romaine, pour y fonder un monastère de douze moines. Le monastère était situé dans le Mâconnais. La protection pontificale lui assura une indépendance vis-à-vis du pouvoir local, laïc ou épiscopal, en la dotant tout au long du Xe siècle de privilèges.

« Il est clair pour tous ceux qui ont un jugement sain que, si la Providence de Dieu a voulu qu'il y ait des hommes riches, c'est afin qu'en faisant un bon usage des biens qu'ils possèdent de façon transitoire ils méritent des récompenses qui dureront toujours. L'enseignement divin montre, en effet, que c'est possible. Il nous y exhorte formellement lorsqu'il dit : "La richesse d'un homme est la rançon de son âme."
Aussi moi, Guillaume, comte et duc par le don de Dieu, j'ai médité attentivement sur ces choses et, désireux de pourvoir à mon salut pendant qu'il en est temps, j'ai pensé qu'il était sage, voire nécessaire, de mettre au profit de mon âme une petite partie des biens temporels qui m'ont été accordés…
Sachent donc tous ceux qui vivent dans l'unité de la foi et dans l'espérance de la miséricorde du Christ que, pour l'amour de Dieu et de notre sauveur Jésus-Christ, je cède aux apôtres Pierre et Paul la propriété du domaine de Cluny avec tout ce qui en dépend. Ces biens sont situés dans le comté de Mâcon. »

La donation à la Papauté visait avant tout à assurer au monastère la protection et la garantie du Saint-Siège, respecté à l'époque, même avec des pouvoirs réduits. Guillaume le Pieux voulut ainsi éviter que s'exerçât sur le monastère un quelconque dominium laïc.

« Nous avons voulu insérer dans cet acte une clause en vertu de laquelle les moines ici réunis ne seront soumis au joug d'aucune puissance terrestre, pas même la nôtre, ni à celle de nos parents, ni à celle de la majesté royale. Nul prince séculier, aucun comte, aucun évêque, pas même le pontife du siège romain ne pourra s'emparer des biens desdits serviteurs de Dieu, ni en soustraire une partie, ni les diminuer, ni les échanger, ni les donner en bénéfice.
Je vous supplie donc, ô saints apôtres et glorieux princes de la terre, Pierre et Paul, et vous, pontife des pontifes, qui trônez sur le siège apostolique, d'exclure de la communion de la sainte Église de Dieu et de la vie éternelle, en vertu de l'autorité canonique et apostolique que vous avez reçue, les voleurs, les envahisseurs et les morceleurs de ces biens que je vous donne joyeusement et spontanément. Soyez les tuteurs et les défenseurs de ce lieu de Cluny et des serviteurs de Dieu qui y demeurent. »

Dans la Charte de fondation de l'abbaye, il fut donc décidé de la libre élection de l'abbé par les moines, un point important de la règle bénédictine.

« Je donne tout cela pour qu'à Cluny on construise un monastère régulier en l'honneur des saints apôtres Pierre et Paul et que là soient réunis des moines vivant sous la règle du bienheureux Benoît. Ils posséderont, détiendront, auront et administreront ces biens à perpétuité afin que désormais ce lieu devienne un asile vénérable de la prière.
Lesdits moines seront sous le pouvoir et la domination de l'abbé Bernon […] et, après son décès, ils auront le pouvoir et l'autorisation d'élire pour abbé un religieux quelconque de leur ordre conformément à la volonté de Dieu et à la règle de saint Benoît. »

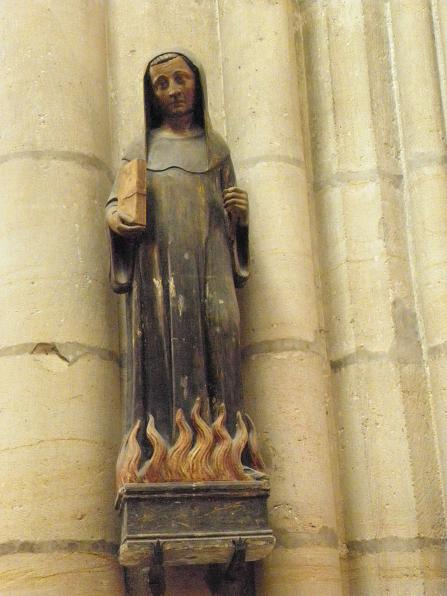
Basilique Saint-Urbain de Troyes, statue d'Odilon de Cluny

La Charte condamnait violemment ceux qui la transgresseraient :

« Si, ce qu'à Dieu ne plaise, quelqu'un veut tenter d'ébranler cet acte, il encourra tout d'abord la colère de Dieu tout-puissant qui lui retranchera sa part de la terre des vivants et effacera son nom du livre de la vie. Il partagera le sort de ceux qui ont dit au Seigneur Dieu : "Retire-toi de moi", et celui de Dathan et Abiron que la terre, ouvrant sa gueule, a engloutis et que l'enfer à absorbés vifs. Il deviendra aussi le compagnon de Judas, traître à Dieu, qui a été relégué pour devenir la proie des supplices éternels. Et pour qu'au regard des hommes il ne paraisse pas jouir de l'impunité dans le monde présent, mais qu'il éprouve déjà dans son corps les tourments de la damnation, il subira le sort d'Héliodore et d'Antiochus : le premier, flagellé de coups violents, n'en réchappa qu'avec peine alors qu'il était presque déjà demi-mort ; le second, frappé par un ordre d'en haut, périt misérablement, ses membres déjà putréfiés étant rongés par les vers. »

Le cas de Cluny n'était pas isolé. Dans cette période, de nombreux domaines furent légués à la papauté, comme Vézelay. Le prestige des pontifes du IXe siècle était grand. La réforme, qu'ils appuyaient, s'inscrivait alors avec le monastère de Saint-Martin d'Autun et Fleury-sur-Loire. En 914, le monastère de Brogne fut fondé, et devint un centre influent avec son fondateur, Gérard. À Toul, Verdun, Metz, on désirait se couper du monde.
Guillaume le Pieux choisit l'abbé Bernon, abbé de Baume et de Gigny dans le Jura, issu de la famille des comtes de Bourgogne et homme important de la réforme. Il y établit l'observance de la règle de Benoît de Nursie réformée par Benoît d'Aniane, tout en gardant la direction de ses précédents monastères. Il mourut en 926, alors que dès 921 lui était confié le prieuré de Souvigny.

### La première expansion de Cluny
En 926, quelques mois avant sa mort Bernon désigna Odon pour lui succéder. C'était un compagnon de voyage de Bernon, proche des conceptions de son prédécesseur. Il voyagea de monastère en monastère pour asseoir la Réforme. Il obtint le droit de réformer d'autres abbayes en 931, droit accordé par le pape Jean XI. Certains renoncèrent à élire leur abbé, et adoptèrent le modèle clunisien, mais le fait était encore rare. L'influence de Cluny se développa, mais il n'y avait pas d'organisation à proprement parler. Le monastère obtint le droit de battre monnaie, des écoles furent ouvertes, ainsi que la bibliothèque. À la mort d'Odon, en 942, le rayonnement de Cluny s'était considérablement étendu.

### Abbatiat de Mayeul de Cluny (954-994)

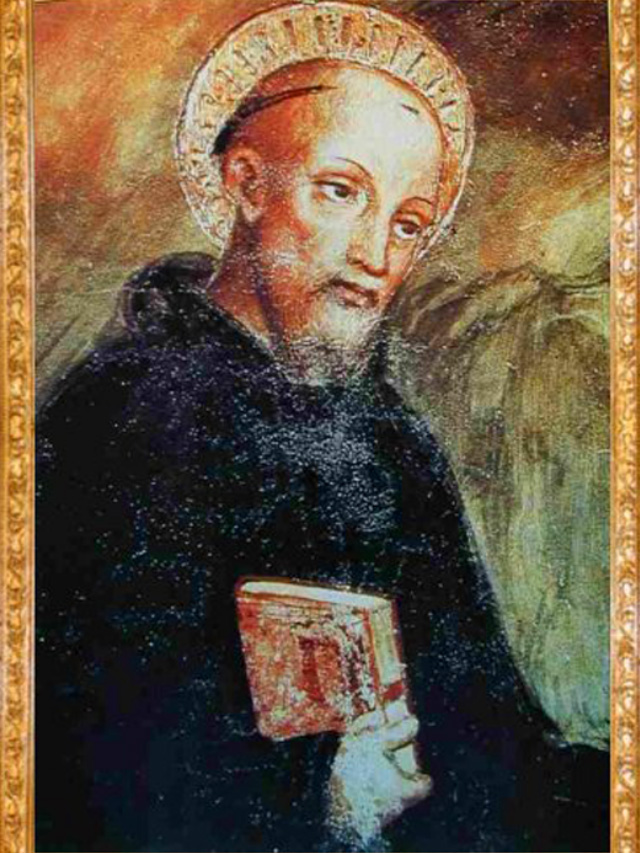
Mayeul de Cluny, peinture anonyme du XVIIIe siècle

Aimar lui succèda, et poursuivit son œuvre. Mais il devint aveugle en 948, et nomma en conséquence un coadjuteur, Mayeul, qui finit par diriger Cluny de 954 jusqu'en 994. Il organisa la réforme, avec une grande piété, et de grandeur. Issu d'une grande et riche famille de seigneurs de Valensole, Mayeul se servit de sa grande expérience de la gestion. Il voulut conforter la puissance de Cluny. La règle dite « clunisienne » fut adoptée par d'autres monastères, qui formèrent autour de Cluny un véritable « empire monastique » de prieurés autonomes mais soumis au gouvernement commun de l'abbé de Cluny. L'affaiblissement de la réforme en Allemagne et en Lorraine conforta la place de Cluny dans le monachisme. L'ordre s'appuya sur la haute aristocratie, l'empereur, le roi de Bourgogne, les comtes et les évêques. On fonda de nouveaux monastères clunisiens, on en convertit d'autres en rétablissant la discipline. L'ordre de Cluny était alors présent dans le Jura, le Dauphiné, la Provence, la vallée du Rhône, le Sud de la Bourgogne, le Bourbonnais. Il réunissait une trentaine d'établissements très dynamiques.
On a surnommé Mayeul « l'arbitre des rois » pour ses relations avec l'aristocratie. Son prestige était grand, et il refusa la fonction papale en 973. Il fut notamment l'ami du futur roi de France Hugues Capet et eut de très forts liens avec le Saint-Empire romain germanique, ce qui permit l'expansion de Cluny vers l'est. Ses funérailles furent prises en charge par Hugues Capet, il fut béatifié peu après, puis canonisé.

## Un ordre puissant (XIesiècle)
Après l'importante expansion du Xe siècle, l'Ordre affirma sa puissance entre le XIe siècle et la première moitié du XIIe siècle. Il gagna en organisation, grâce à la rédaction de coutumes (consuetudines), règlements précis qui adaptaient la règle de saint Benoît aux circonstances.
L'ordre de Cluny rassembla des monastères, le plus souvent des prieurés totalement soumis à l'abbaye-mère et quelques abbayes d'obédience. La plupart des abbayes qui rejoignirent l'ordre de Cluny perdirent leur statut d'abbaye pour devenir de simples prieurés. Ces monastères ne formèrent véritablement une organisation qu'à la fin du XIIe siècle. C'est au XIIIe siècle, sous l'abbatiat d'Hugues V, que l'ordre acquit une véritable organisation structurée. On considère généralement que l'ordre de Cluny compta plus de 1 000 établissements grands ou petits, dans la seconde moitié du XIIe siècle.

### Abbatiat d'Odilon de Mercœur (994-1048)

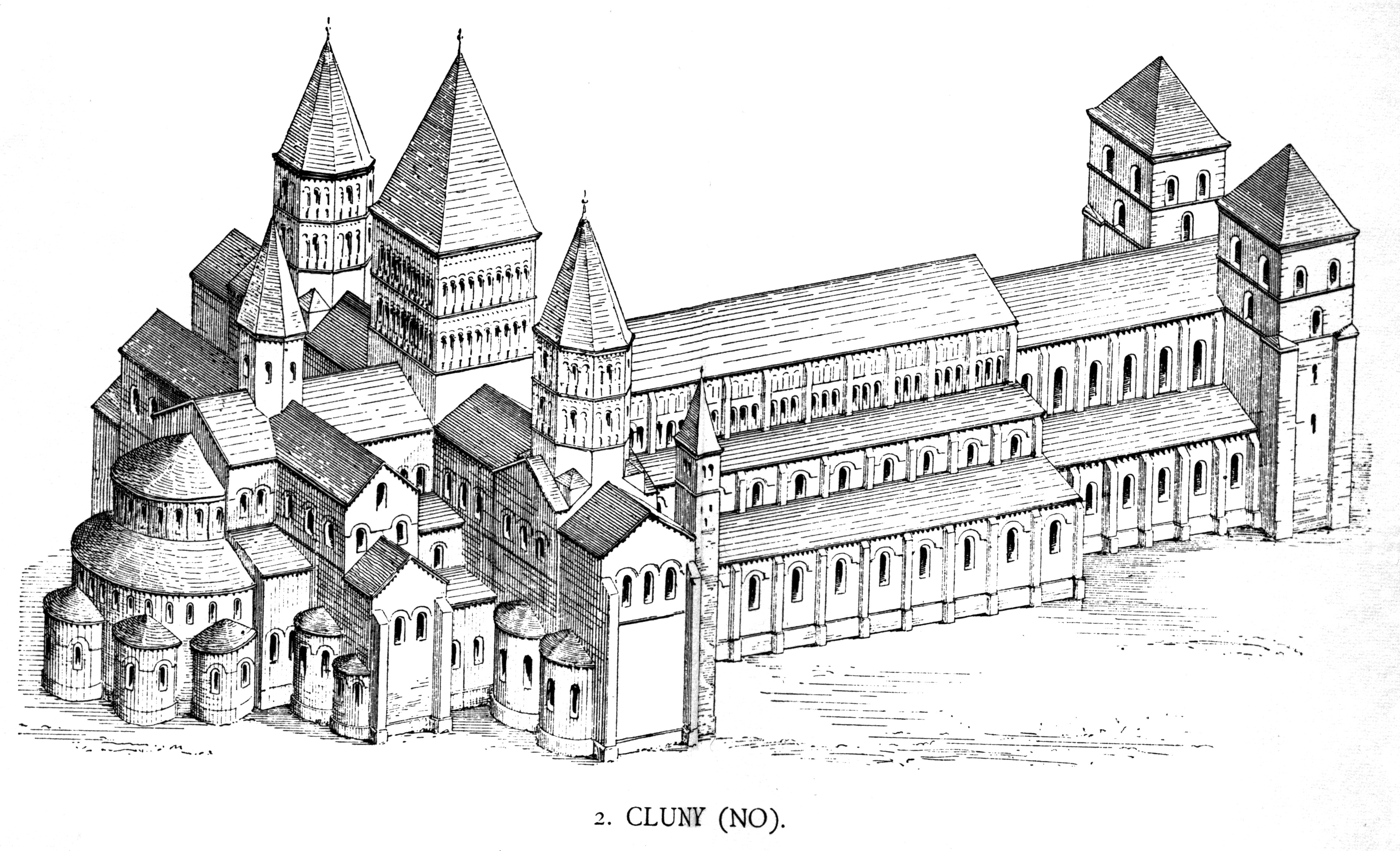
Reconstitution de l'abbatiale Cluny III.

En 994, Odilon de Mercœur devint abbé de Cluny, et le dirigea pendant 55 ans. Fils des seigneurs de Mercœur, il fut en relation avec les personnages les plus illustres de son temps. Il obtint en 998 du pape Grégoire V l'indépendance par rapport à l'évêché de Mâcon, droit étendu à toutes les abbayes clunisiennes en 1024 par le pape Jean XIX. Ces concessions papales donnèrent naissance à l'ecclesia cluniacensis (église clunisienne). Il saisit les opportunités qui s'offraient à l'ordre, dans une époque troublée par l'effondrement des structures carolingiennes et la naissance de la société féodale. Il ne comptait plus sur la protection de la haute aristocratie, et s'entendit avec les seigneurs, la force montante de l'an mille. Il voulut calmer les violences d'alors, appuyant la trêve de Dieu et la paix de Dieu. Il aida la chevalerie, proposa à tous les services spirituels de ses moines, qui favorisèrent les lignages. Il développa la vocation (parfois forcée) des cadets de grandes familles. La politique de Cluny en faveur de l'association et la création de grands établissements diminua et de petits couvents se développèrent. Ceux-ci furent strictement contrôlés par Odilon, directement ou par l'intermédiaire des grandes abbayes. À la mort d'Odilon, on comptait 70 couvents, et Cluny s'associa avec de puissantes abbayes, qui gardaient parfois une grande autonomie.
À partir de 1024, les monastères rattachés à l'abbaye mère sont eux aussi exemptés, ils ne dépendent plus donc que de Cluny et du pape.

### Abbatiat d'Hugues de Semur (1049-1109)
En 1049, Hugues de Semur devint abbé. Il poursuivit la montée en puissance de Cluny dans la lignée d'Odilon. C'était un Bourguignon, issu de Semur-en-Brionnais. Il possédait une grande éloquence, et un sens politique à l'image de son prédécesseur. Il termina l'intégration de Cluny au Féodalisme qui venait de naître. Beaucoup de petits couvents furent encore créés. Le principe hiérarchique s'assouplit quelque peu vers 1075, quand Cluny accepta dans l'ordre de véritables abbayes, afin de faire sa part à l'ancien système du monachisme bénédictin et de ne pas devoir renoncer à intégrer nombre d'établissements prêts, comme Vézelay, à passer dans l'ordre de Cluny pour bénéficier de l'exemption pontificale mais désireux de ne pas tomber au rang d'un simple prieuré. Durant son abbatiat, de grandes abbayes furent incorporées : Moissac (Tarn-et-Garonne), Lézat (Ariège), Figeac (Quercy) et Saint-Martin-des-Champs à Paris (1079). L’ordre étendit à l’Espagne, à l’Italie et à l’Angleterre, fort de 10 000 moines.
En 1089, Hugues de Semur entreprend la construction de nouveaux bâtiments, Cluny III.
L'ordre, via l’abbé Hugues joua un rôle de première importance dans la Querelle des Investitures qui opposa la papauté à l’Empereur germanique.

## La crise et la restauration (XIIesiècle)

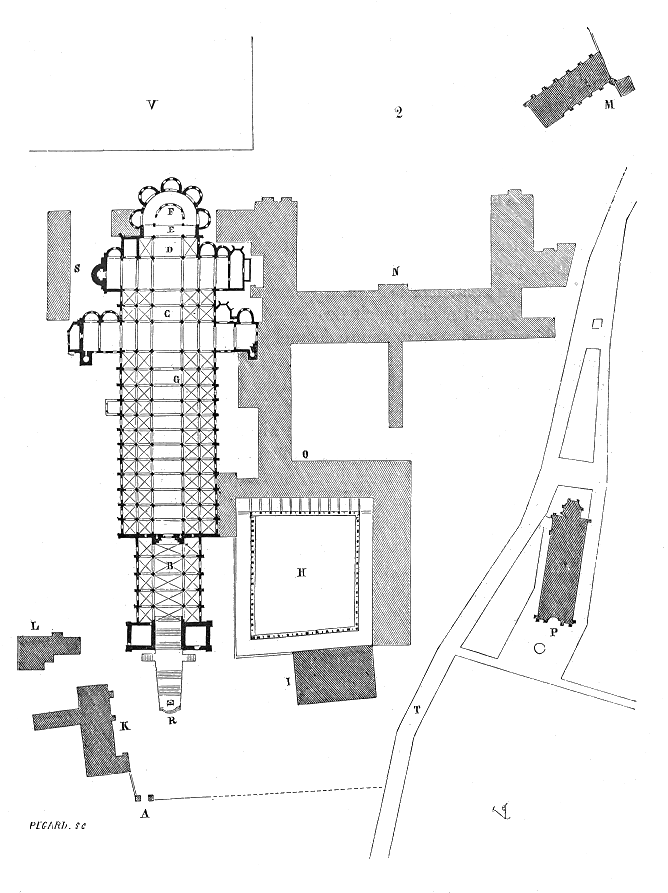
plan de l'abbaye de Cluny avec Cluny III.

### Le pouvoir de l'abbé contesté
En 1109, après l'abbatiat d'Hugues II, qui ne dure que quelques semaines, Pons de Melgueil est élu abbé (1109-1122). C'est un méridional, habile en négociation, mais intransigeant. Il joue un rôle très actif dans la fin de la Querelle des Investitures, et poursuit la politique de grandeur de l'Ordre. À ce sujet, il entame la construction de Cluny III, une abbatiale gigantesque qui engloutit tous les dons, y compris celui important venant de Castille. Ce sont sans doute les premières difficultés financières de l'Ordre qui engendrent une contestation de l'abbé, aux raisons encore mal connues. Des critiques se font entendre sur un attiédissement de la ferveur, alors que surgit un nouveau monachisme bénédictin, celui de Cîteaux, fondé en 1098. Pons demande à s'entretenir avec le pape Calixte II, et démissionne à l'issue de cette entrevue dont on ignore le contenu.

### Abbatiat de Pierre le Vénérable (1122-1156)
Pierre de Montboissier, plus connu sous le nom de Pierre le Vénérable le remplace en 1122. C'est un homme cultivé, et très habile. Il doit faire face au retour inattendu de Pons en 1126, après un pèlerinage en Terre sainte. Celui-ci reprend le pouvoir à Cluny en usant de son influence et de la force armée. Il est finalement excommunié et Pierre le Vénérable reprend en main le monastère. Il rétablit la paix, et restaure la discipline, après le relâchement observé. Les finances sont dans un état lamentable après les violences : des mercenaires ont été engagés grâce à l'or du Trésor. Pierre tente d'imposer une saine gestion domaniale, avec l'aide d'Henri de Blois, évêque de Winchester, qui apporte sa connaissance et sa richesse d'Angleterre. Les traditions sont restaurées. Mais l'ordre de Cluny semble s'enfoncer dans un lent déclin après la mort de Pierre le Vénérable en 1156, auquel succède Hugues III de Frazans, qui sera déposé en 1161.

## Influence de Cluny sur l'Occident (Xe–XIIIesiècles)

### Un réseau monastique au service de la réforme grégorienne

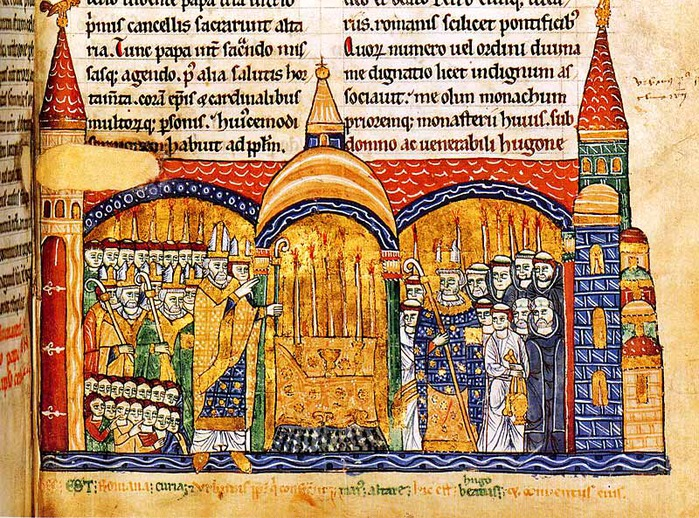
Le pape Urbain II consacre l'abbatiale de Cluny

Au XIIe siècle, ce qu'on appelle l'ordre de Cluny qui n'était pas à proprement parler un ordre monastique mais une association de monastères dirigés par un seul et même abbé, comptait près de mille prieurés, dont les « cinq filles » de Cluny : le prieuré Notre-Dame de La Charité-sur-Loire, le prieuré Saint-Pierre-et-Saint-Paul de Souvigny, le prieuré de Sauxillanges, le prieuré Saint-Martin-des-Champs à Paris, le prieuré Saint-Pancrace de Lewes, en Angleterre. Si la plupart des monastères devinrent de simples prieurés en s'intégrant dans l'ordre, un petit nombre y entrèrent en conservant leur rang d'abbaye, mais en acceptant la discipline commune et l'autorité supérieure de l'abbé de Cluny comme l'abbaye de Moissac.
Les différents monastères répartis sur une large partie de l'Europe de l'Ouest étaient regroupés en dix provinces : Cluny, France (Bassin parisien), Auvergne, Bourbonnais, Gascogne, Poitou, Provence, Lombardie, Allemagne, Angleterre et Espagne. À son apogée, on estime que le nombre des moines clunisiens devait être de 9 000 à 12 000.
Directement soumis au Saint-Siège, Cluny était au XIe siècle l'instrument efficace du succès des institutions de paix et de réforme grégorienne. Plusieurs papes et légats pontificaux étaient issus de Cluny (dont Grégoire VII). Le réseau clunisien diffusait les principes de la réforme contre les vices dont souffrait l'Église prise dans l'étau des liens féodaux du monde laïc : simonie, nicolaïsme. Cluny intervint dans la Querelle des Investitures opposant l'empereur du Saint-Empire romain germanique et le pape.

### L'idéologie clunisienne
L'« idéologie clunisienne » apparut aux alentours de l'an mille. Elle prit forme sous l'abbatiat d'Odilon et s'affirma sous les abbatiats d'Hugues de Semur et de Pierre le Vénérable, ce dernier refusant le nouveau monachisme. Cette idéologie se caractérisait par une conception du monachisme reposant sur : la prière, la lecture, la méditation sur les textes sacrés, le chant liturgique, la contrition et une ascèse qui ne devait pas, cependant, altérer l'office divin tout cela s'accompagnant d'un attachement au pape.
Odon mit l'histoire sainte en vers et élabora une morale pratique. Les sermons d'Odilon restèrent longtemps des modèles d'éloquence élégante et concise. Abbon de Fleury définit les équilibres du pouvoir politique. Pierre le Vénérable appela les chrétiens à une connaissance du Coran pour mieux le combattre et à un recours plus fréquent aux traductions de l'arabe. Cluny produisit des théologiens, des moralistes, des poètes et des historiens.
Cluny recruta essentiellement ses moines dans la noblesse et de ce fait, les rigueurs de la vie monastiques s'assouplirent peu à peu.
Accusé à son tour d'un trop grand enrichissement et d'un pouvoir temporel excessif, l'ordre de Cluny perdit de son influence spirituelle lors de l'éclosion, à la fin du XIe siècle et au début du XIIe siècle, des nouveaux ordres inspirés d'un idéal de pauvreté et d'austérité : Cîteaux, Prémontrés, chartreux...
Ce fut donc en opposition complète avec ce qui était l'idéal cistercien, à propos duquel Bernard de Clairvaux disputa âprement avec Pierre le Vénérable, que Cluny devint l'un des principaux foyers de la vie intellectuelle et artistique en Occident.

### L'influence de Cluny dans l'art occidental
L'architecture fut une autre affirmation de la puissance et du rayonnement de Cluny. À une église contemporaine de la fondation succèdèrent l'abbatiale de Bernon, puis celle des abbés Aymard et Maïeul dite Saint-Pierre-le-Vieux, dont le plan caractéristique, avec son chœur pourvu de collatéraux, fut plus ou moins reproduit dans tout un groupe d'église monastiques. Lui succèda l'abbatiale de l'abbé Hugues, dont le chœur fut consacré en 1095. Cluny servit de modèle. On retrouva le plan de Saint-Pierre-le-Vieux en Bourgogne, en Allemagne, en Suisse.
Le décor sculpté de l'abbatiale fut une innovation qui se répandit dans d'autres monastères. Les portails décorés de sculptures et les chapiteaux imagés furent imités dans de très nombreuses églises. La quasi-totalité de ce décor a disparu au XIXe siècle.

## Le lent déclin (seconde moitié duXIIe-XVIIIesiècle)

### La concurrence de nouveaux ordres religieux
Au XIIe siècle, le rayonnement de Cluny se trouva contesté par la fondation d'ordres nouveaux, les cisterciens sous l'impulsion de Bernard de Clairvaux, les Prémontrés avec Norbert de Xanten entre autres. Les clunisiens se voyaient reprocher leur enrichissement et le relâchement dans l'application de la règle de Saint Benoît. À partir de la seconde moitié du XIIe siècle, malgré plusieurs tentatives, l'ordre de Cluny se trouva incapable de se réformer en profondeur et se replia sur lui-même, ce qui le conduisit à la stagnation. De plus, le rôle éminent joué par Cluny lors de la querelle du sacerdoce et de l'empire se trouva diminué par l'affaiblissement de l'autorité impériale et l'affirmation de la puissance des rois de France. La papauté réussit à imposer son autorité en s'appuyant sur le clergé séculier plus que sur le clergé régulier. Elle nomma désormais directement les abbés de Cluny et les prieurs.
Au XIIIe siècle, ce fut l'apparition des ordres mendiants (franciscains, dominicains...) allant de pair avec l'essor urbain qui sapait la puissance clunisienne reposant sur la propriété foncière et l'appui de la noblesse. Si le prestige de Cluny restait intact, son dynamisme s'étiolait et la concurrence des autres ordres conduisit Cluny au repli sur soi.

### Cluny à l'époque moderne, l'impossible renouveau
Face au relâchement et aux abus qui touchent une grande partie des Clunisiens à partir du XVe siècle, l'abbé Jean de Bourbon tente dès 1458 une grande entreprise de restauration de la discipline monastique dans l'ensemble de l'ordre, et ordonne différentes mesures, qui auront un succès mitigé.
Si elles permettent la disparition des abus dans certains établissements monastiques - dont Cluny lui-même qui redevient pendant son mandat une abbaye florissante- il n'en est pas de même dans d'autres, qui s'opposent vigoureusement aux mesures décidées. Pour cela, certains Clunisiens vont jusqu'à recourir à la justice civile ou même au Pape pour les faire annuler ou pour s'extirper de la juridiction de l'abbé de Cluny. Les efforts de restauration de Jean de Bourbon sont finalement réduits à néant par l'éclatement des Guerres de Bourgogne. L'abbaye de Cluny est ravagée par les forces de Charles le Téméraire, provoquant une désorganisation qui affaiblit Cluny, et par là même toutes ses filles.
A partir du XVIe siècle, l'ordre entama un déclin irrémédiable. Le Régime de la commende, la Réforme protestante et les Guerres de religion en furent les causes principales. Les abbés commendataires tous issus des grandes familles nobles du royaume se contentèrent le plus souvent de percevoir les bénéfices liés à leur nomination. Les progrès de la Réforme provoquèrent la disparition des monastères en Angleterre et la fermeture d'un certain nombre en Allemagne. En France, les guerres de religion entraînèrent des destructions à Cluny même et dans d'autres prieurés. Cet affaiblissement de l'ordre s'intensifia par la conduite des moines qui ne respectèrent plus la règle et se comportèrent de plus en plus souvent comme le clergé séculier.
Néanmoins, après le concile de Trente, l'abbé de Cluny, Claude de Lorraine, réunit en 1600, le chapitre général dans le but de réformer l'ordre de l'intérieur. L'échec de cette tentative et des suivantes, conduisit à la recherche d'une réforme par l'extérieur. Richelieu, Mazarin et leurs successeurs échouèrent eux aussi à réformer cet ordre sclérosé : les tentatives d'union avec la Congrégation de Saint-Vanne et Saint-Hydulphe, fondée en 1604 ou la Congrégation de Saint-Maur fondée en 1621 - ces deux congrégations étant engagées dans une réformes des monastères bénédictins - suscitèrent des oppositions multiples qui conduisirent certains prieurés à quitter l'ordre qui se divisa entre prieurés suivant l'ancienne observance (non-réformée) et prieurés suivant l'étroite observance (réformée). Cluny considérablement affaibli restait indépendant mais se mourait peu à peu.

## Disparition de l'ordre
En 1768, le gouvernement royal créa une Commission des réguliers chargée de faire le point sur la situation des monastères de tous les ordres afin de procéder à des regroupements. Pour l'ordre de Cluny, on comptait 296 religieux suivant l'ancienne observance et 375 l'étroite observance. Un arrêt du Conseil, du 27 mars 1788 interdisait aux monastères suivant l'ancienne observance de recruter des novices ; les 214 religieux restants furent répartis dans d'autres établissements. Il ne restait plus dans l'ordre de Cluny que les prieurés et abbayes suivant l'étroite observance.
L'abolition des vœux religieux et la suppression du clergé régulier par l'Assemblée nationale constituante en février 1790 entraîna la dispersion des moines et la disparition de l'Ordre, disparition marquée par la vente de l'abbatiale de Cluny devenue bien national suivie de sa destruction au début du XIXe siècle.

## Fédération européenne des sites clunisiens
Le 18 juin 1994, dans le cadre des célébrations liées au millénaire de la mort de l'abbé Mayeul, 24 communes de France et de Suisse fondent à Souvigny (Allier, France) la Fédération des Sites Clunisiens, une association destinée à promouvoir le patrimoine clunisien. En Europe et au Moyen-Orient, plus de 2 047 lieux ayant au cours de leur histoire entretenu un lien administratif ou culturel avec l’ordre monastique clunisien sont recensés ; la Fédération des Sites Clunisiens se donne pour objet de redonner un sens culturel à ce bien commun dense et complexe.
En 2005, le Conseil de l'Europe reconnaît le réseau des Sites Clunisiens comme « Grand Itinéraire Culturel » pour sa dimension paneuropéenne et le rôle majeur joué par Cluny dans la formation de l’identité européenne. Cette certification d’Itinéraire culturel lui a été renouvelée sans interruption (la dernière fois en 2023).
Pour les 1 100 ans de la fondation de l'abbaye de Cluny, l'association devint en mai 2010 la Fédération européenne des sites clunisiens.
En 2023, la Fédération réunit 202 sites de 8 pays d’Europe : Allemagne, Espagne, France, Italie, Pologne, Portugal, Royaume-Uni et Suisse. Ils mènent en son sein des projets dans les domaines du patrimoine, de la culture, du tourisme, de l’événementiel, de la recherche et de l’éducation.
Depuis 2017, la Fédération Européenne des Sites Clunisiens promeut et coordonne la candidature d’inscription au Patrimoine de l’UNESCO du bien Cluny et les Sites clunisiens européens,. 
En 2024, la Fédération envisage l'inscription au patrimoine mondial de 38 sites, répartis dans 8 pays européens :
- France :
  - Bourgogne-Franche-Comté : Cluny, Semur-en-Brionnais, Cruzille, Cormatin, Blanot, Baume-les-Messieurs, Berzé-la-Ville, Bonnay, Saint-Gengoux, Paray-le-Monial, La Charité-sur-Loire, Nevers, Autun, Bray
  - Auvergne-Rhône-Alpes : Mozac, Souvigny, Charlieu, Pommiers-en-Forez
  - Centre-Val-de-Loire : Déols
  - Nouvelle-Aquitaine : Moirax
  - Occitanie : Carennac, Moissac
  - Pays-de-la-Loire : Maillezais
- Allemagne : Hirsau
- Espagne : Carrión de los Condes, Sahagún, Frómista
- Italie : Vizzolo Predabissi, Provaglio d'Iseo, Capo di Ponte, Carpignano Sesia
- Pologne : Tyniec
- Portugal : Rates
- Royaume-Uni : Lewes, Castle Acre, Much Wenlock
- Suisse : Romainmôtier, Payerne

## Liste des sites clunisiens en Europe
Cette liste n'est pas exhaustive.